# (8220) Nanyou
(8220) Nanyou est un astéroïde de la ceinture principale.

## Description
(8220) Nanyou est un astéroïde de la ceinture principale. Il fut découvert le 13 mai 1996 à Nanyo par Tomimaru Okuni. Il présente une orbite caractérisée par un demi-grand axe de 2,26 UA, une excentricité de 0,13 et une inclinaison de 3,7° par rapport à l'écliptique.

## Compléments